# 和田宗春
和田 宗春（わだ むねはる、1944年〈昭和19年〉1月28日 - ）は、日本の政治家。翻訳家。民進党所属の元東京都議会議員（3期）。東京都議会議長（第43代）。北区議会議員（5期）。文京学院大学非常勤講師。旭日中綬章綬章。

## 経歴
東京都立桐ケ丘高等学校卒業。早稲田大学第一商学部卒業。同大学教育学部卒業。同大学大学院政治学研究科修了。
1971年（昭和46年）、北区議会議員選挙に出馬し当選。北区議会議員時代は交通対策特別委員長・建設委員長などを歴任。
1993年（平成5年）、第40回衆議院議員総選挙に無所属で出馬し落選。1996年（平成8年）、第41回衆議院議員総選挙に民主党公認で出馬するも落選。
1997年（平成9年）の東京都議会議員選挙に出馬し当選。都議会では、文教委員会副委員長・厚生委員会副委員長・行財政改革特別委員会理事・都議会のあり方検討委員会理事・都市整備委員会委員長などを歴任。また都議会民主党では、副幹事長、政策調査会長等を歴任。
3選目を目指した2005年（平成17年）の東京都議会議員選挙で落選。2009年（平成21年）の東京都議会議員選挙に出馬し当選し返り咲きを果たした。都議の復帰後は都議会で警察・消防委員会理事に就任。また都議会民主党では幹事長筆頭代行・民主党東京都連幹事長などを歴任。
2010年（平成22年）6月より東京都議会議長に就任。しかし、2011年（平成23年）10月18日に議長に対する不信任決議案が提出され、自民党と公明党などの賛成多数で可決される。都議会に議長不信任決議案が上程されるのは、2度目であり、可決されたのは初めてのことである。
その後、2013年（平成25年）の東京都議会議員選挙と2017年（平成29年）の東京都議会議員選挙に出馬するもいずれも落選。

## 栄典
- 2014年（平成26年）11月 - 旭日中綬章[3]

## 著書
単著
- 『覚悟の選挙術』（ヒューマンコミュニケーションプラニング）
- 『DAKKEN 奪権　―首都東京からの行財政改革の叫び―』（都政新報社）
- 『サクセス選挙術 志ある市民は政治に出よう』（日本地域社会研究所）
- 『いろは歌留多の政治風土 ―身すぎ世すぎのポリティカル・センス―』（はる書房）
- 『スキンシップ政治学　I・II』（はる書房）

共著
- 『有権者意識に聞け ―地方選挙の新しい波―』（西条庄治・ヒューマンコミュニケーションプランニング）
- 『青い目の議員がゆく ―足もとで政治改革が進行している―』（ツルネン・マルテイ・はる書房）

翻訳
- 『一国の首都 ありうべき首都論と「水の東京」』（幸田露伴、はる書房）
- 『幸田露伴 努力論』（幸田露伴、街から舎）
- 『政治発言 オックスフォード引用句辞典』（アントニー・ジェイ、はる書房）
- 『シカゴ（改訂版）』（チャールズ・メリアム、聖学院出版会）
- 『英国の地方議員はおもしろい』（ピーター・アーノルド、はる書房）
- 『社会変化と政治の役割』（チャールズ・メリアム、はる書房）
- 『シカゴ』（チャールズ・メリアム、恒文社）